# Callerebia materta
Callerebia materta är en fjärilsart som beskrevs av Hans Fruhstorfer 1916. Callerebia materta ingår i släktet Callerebia och familjen praktfjärilar. Inga underarter finns listade i Catalogue of Life.